# Emigración española

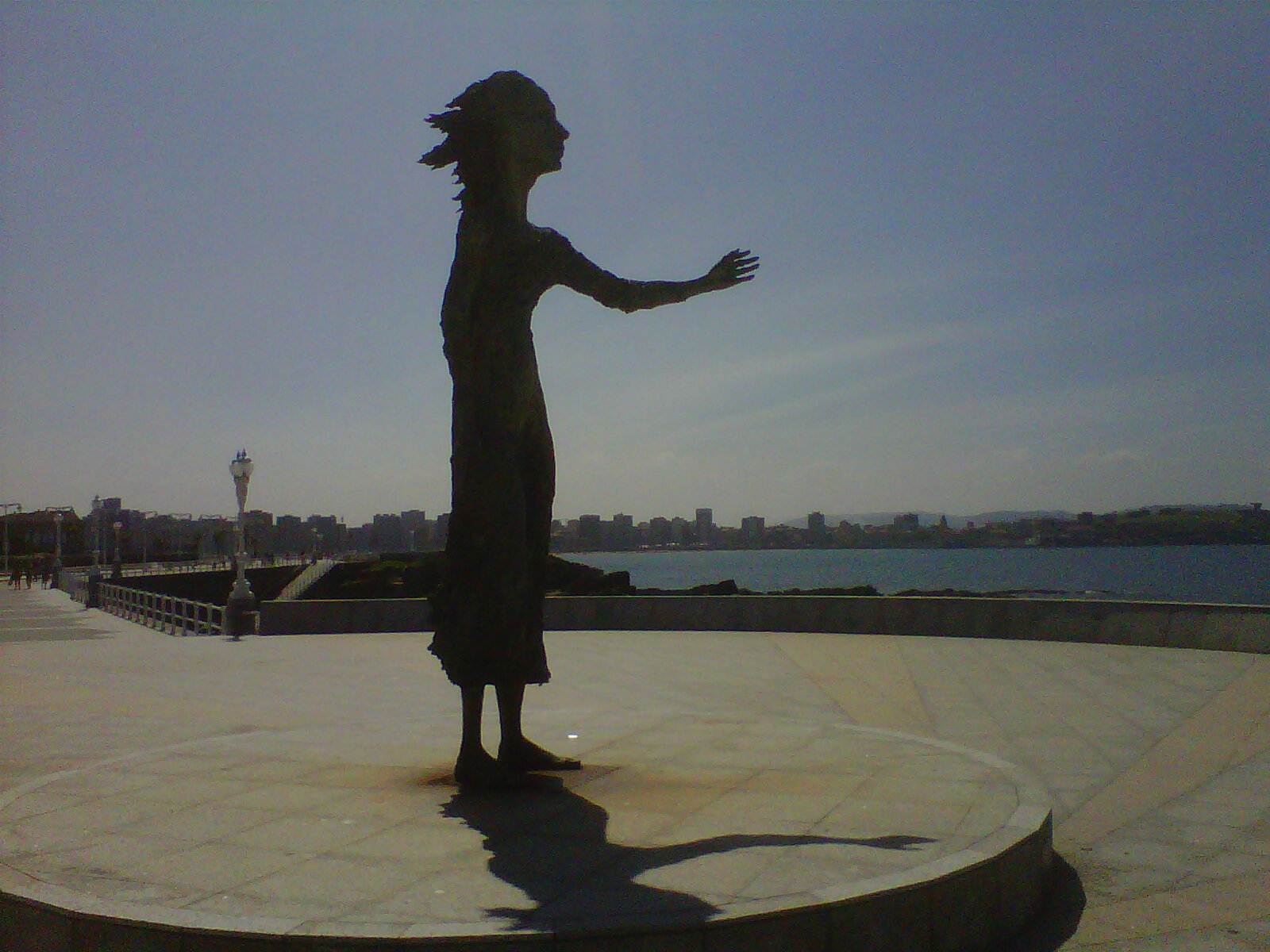
Monumento La madre del emigrante, de Ramón Muriedas Mazorra, en Gijón.

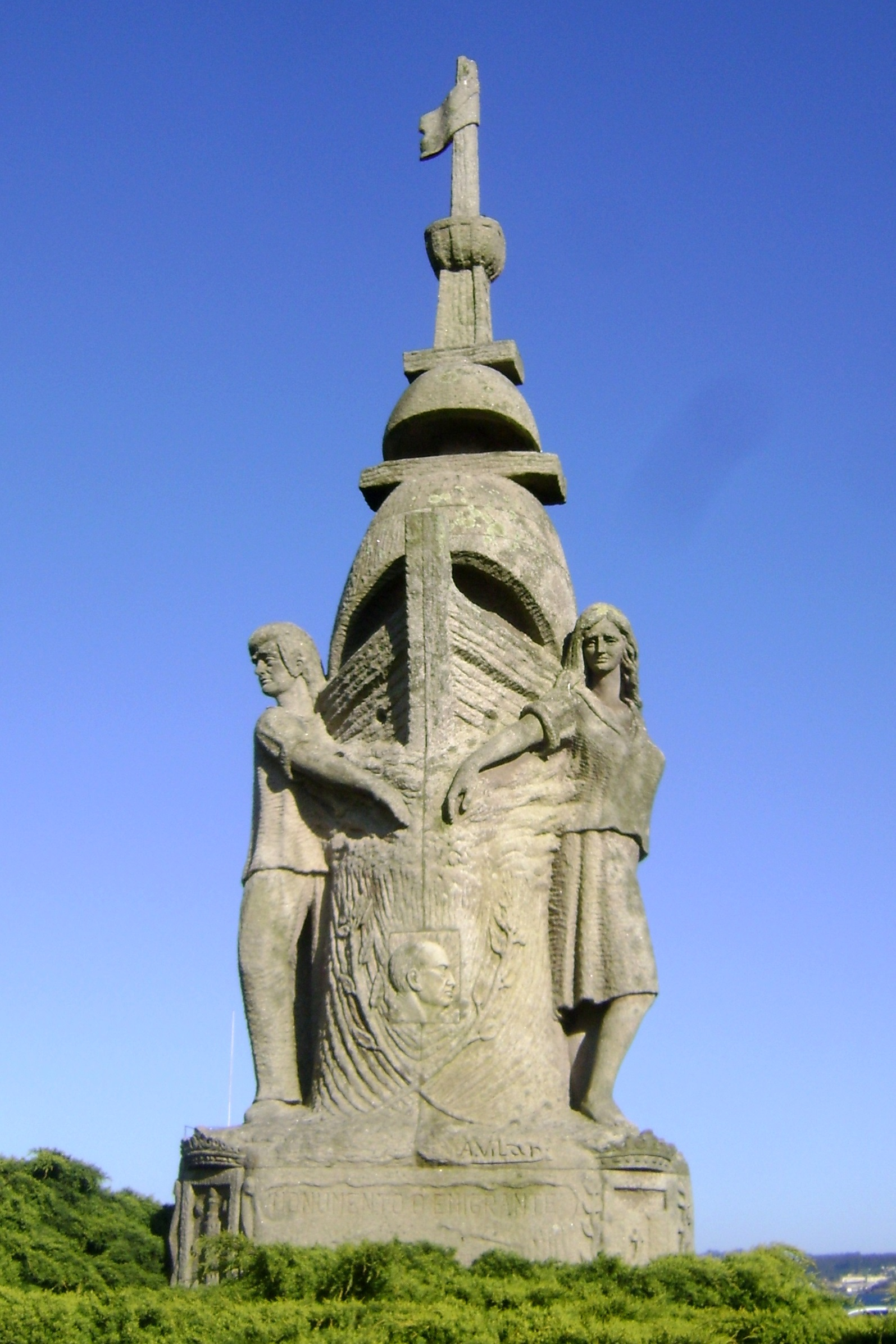
Monumento a la emigración gallega en La Coruña.

La emigración española responde a un fenómeno migratorio histórico del desplazamiento de españoles desde España hacia distintos puntos del mundo donde se integraron nuevas comunidades de españoles en el extranjero. La emigración española ha fluctuado durante la historia por distintos motivos y condiciones desde el siglo XV durante el Imperio español hasta la actualidad.
El destino de los emigrantes españoles ha variado durante la historia. Hasta mediados del siglo XX, el destino era principalmente Hispanoamérica, pero también Estados Unidos, Filipinas y la África española. Ya en el siglo XX, varió sus destinos principales de América a otras partes de Europa, deteniéndose como consecuencia de la crisis de 1973, sin volverse a dar posteriormente cifras semejantes, dado el auge económico que siguió España a la entrada en la Comunidad Europea en 1986. 
A pesar de que se ha producido un retorno importante de emigrantes (sobre todo desde el resto de Europa), siguen existiendo significativas colonias de españoles en distintos países europeos y americanos, así como de sus descendientes nacidos allí. Sin destacar numéricamente, en el siglo XXI es especialmente relevante la emigración de jóvenes universitarios que terminan su formación científica en el extranjero y que en muchas ocasiones no retornan.

## Inmigración y emigración
Es importante señalar que durante toda la historia la emigración convivió simultáneamente con la inmigración proveniente del entorno mediterráneo africano (fundamentalmente bereberes) hacia Al-Ándalus, y de Europa (fundamentalmente francos) hacia los reinos cristianos del norte, fenómeno este último que continuó durante los siglos siguientes, incluso en algunos casos puntuales desde más lejos (repoblación de Sierra Morena por campesinos católicos alemanes durante la intendencia de Olavide en el reinado de Carlos III). 
A partir de los años 1980 la inmigración con fines laborales (a veces originada por persecuciones políticas o inestabilidad social o medioambiental) tiene sus orígenes en América Latina, Norte de África y Este de Europa (además de contingentes menos numerosos de África subsahariana, China y otros países asiáticos). La inmigración proveniente de Europa Occidental es muy numerosa, aunque su motivación es tanto laboral (en puestos de mucha mayor cualificación) como de ocio (adquisiciones inmobiliarias de turistas y jubilados, que llegan a fijar su residencia en zonas costeras, como Baleares o Canarias).

## Historia

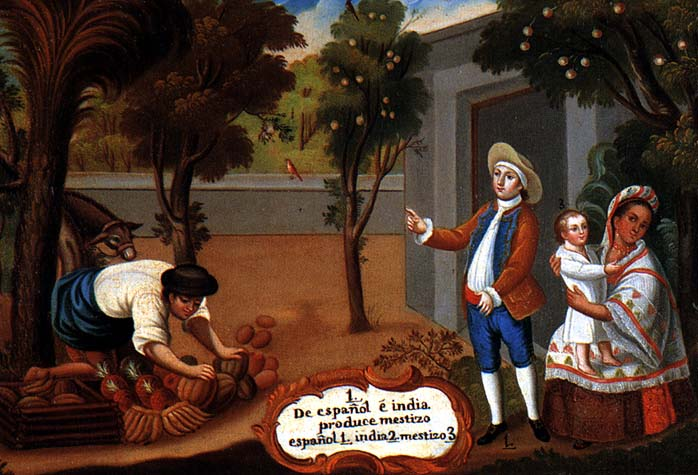
De español e india produce mestizo (autor desconocido). Una representación del mestizaje en América tras la llegada de los españoles a América durante la época colonial hispanoamericana.

La diáspora española es de larga duración que comienza en la Edad Moderna, aunque tiene precedentes muy antiguos y se puede considerar como continuación del proceso repoblador peninsular de dirección norte sur que fue siguiendo a la Reconquista en la Edad Media. 
Durante toda la Edad Moderna la emigración transoceánica a las colonias de América es la dominante, además de las salidas forzosas de la expulsión de los judíos (1492) y la expulsión de los moriscos (1609). Con la independencia americana el movimiento migratorio se ve obstaculizado por la expulsión de los españoles de América, centrándose durante buena parte del siglo XIX en Cuba y Puerto Rico, pero extendiéndose más allá de los procesos de independencia, en Argentina (dos millones y medio de españoles emigran hacia este país entre 1857 y 1935) en la década de los 1950 Venezuela, con el boom petrolero se convierte en el mayor país receptor de españoles por la activación del franquismo con más de un millón y medio de españoles incluyendo canarios, vascos y gallegos en ese país seguido por Brasil, Uruguay, Chile, Perú, Colombia, México, Costa Rica y otros países americanos. 

### Siglo XIX

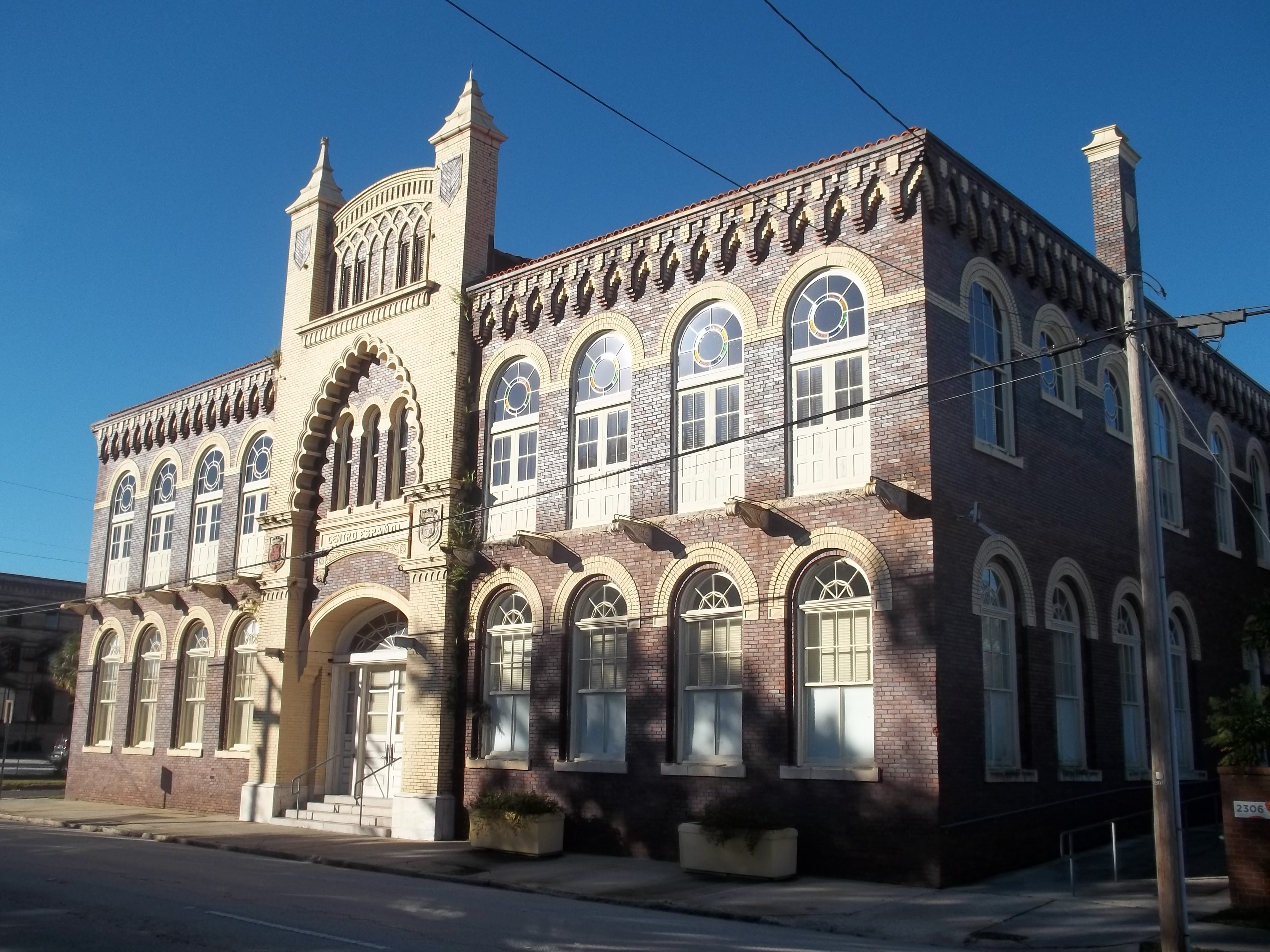
El Centro Español de West Tampa en Tampa, Florida, Estados Unidos, un centro social fundado en el por la comunidad española de la Florida.

Desde 1814, con la salida de los afrancesados, comenzó el fenómeno del exilio o emigración política debido a la represión política de grupos más o menos amplios de españoles. Los siguientes fueron grupos de liberales, cuyo destino también fue Francia o Inglaterra.

#### Emigración española al norte de África
La presencia de emigrantes españoles en el Magreb y en algunos otros puntos del continente africano se relaciona con la colonización iniciada durante el siglo XIX. Surge en 1839, cuando comienza la colonización francesa de Argelia, contando con unos 10.000 residentes españoles en 1841, que pasan a 115.000 en 1881, y a unos 160.000 en 1900. En 1930 había unos 300.000, y a partir de esa fecha el número desciende. Su origen geográfico eran zonas del Mediterráneo (provincias de Almería, Murcia, Alicante y las islas Baleares) con mayoría de varones agricultores que se dirigían a Orán y Argel. Esta emigración se debía a la crisis de la minería y la pobreza en los campos de esos territorios. En Argelia se ocupaban principalmente de la agricultura, siendo sólo unos pocos los que accedían a la propiedad de la tierra.

### SigloXX

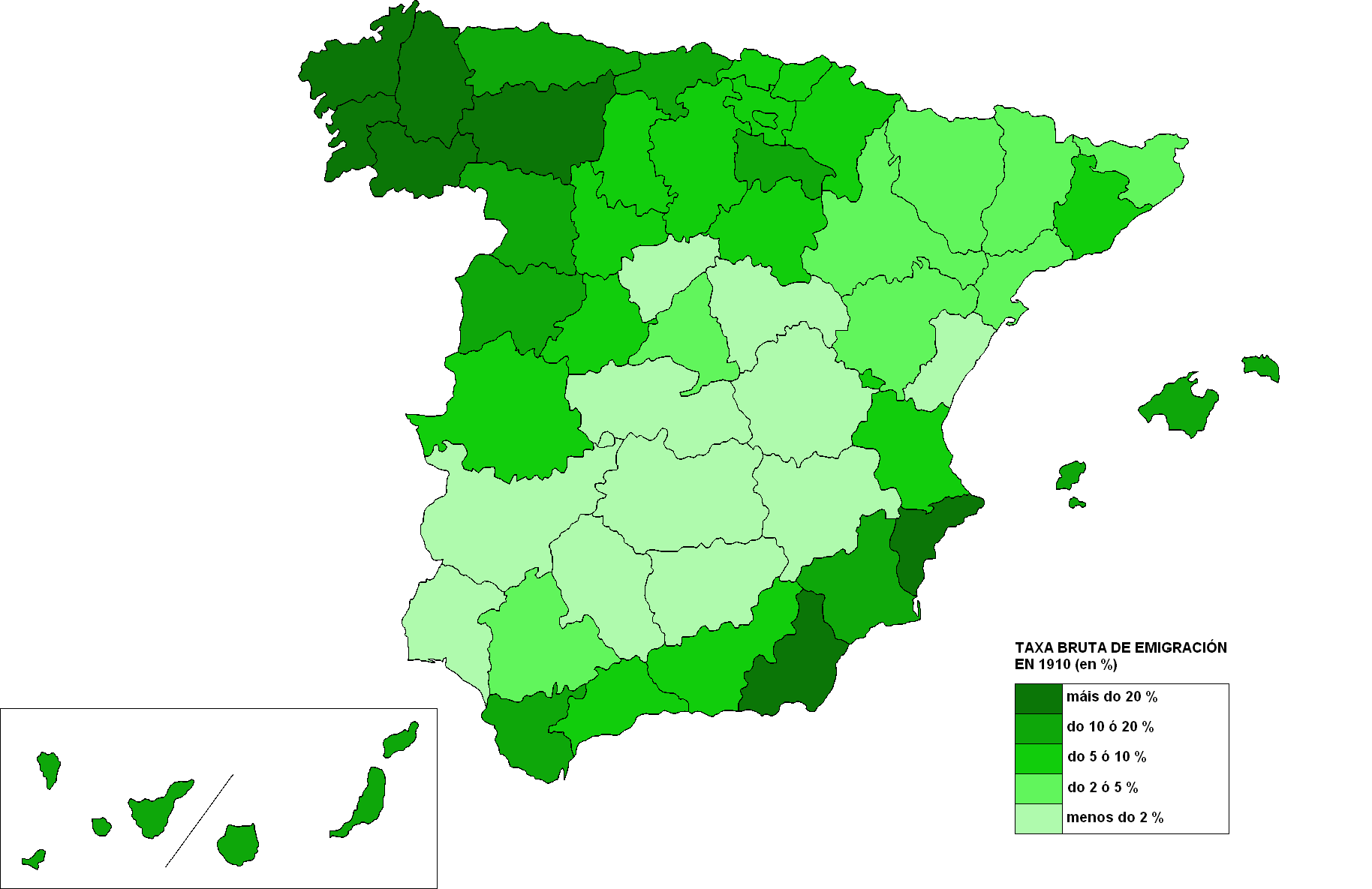
Tasa bruta de emigración en 1910 en España, por provincias.

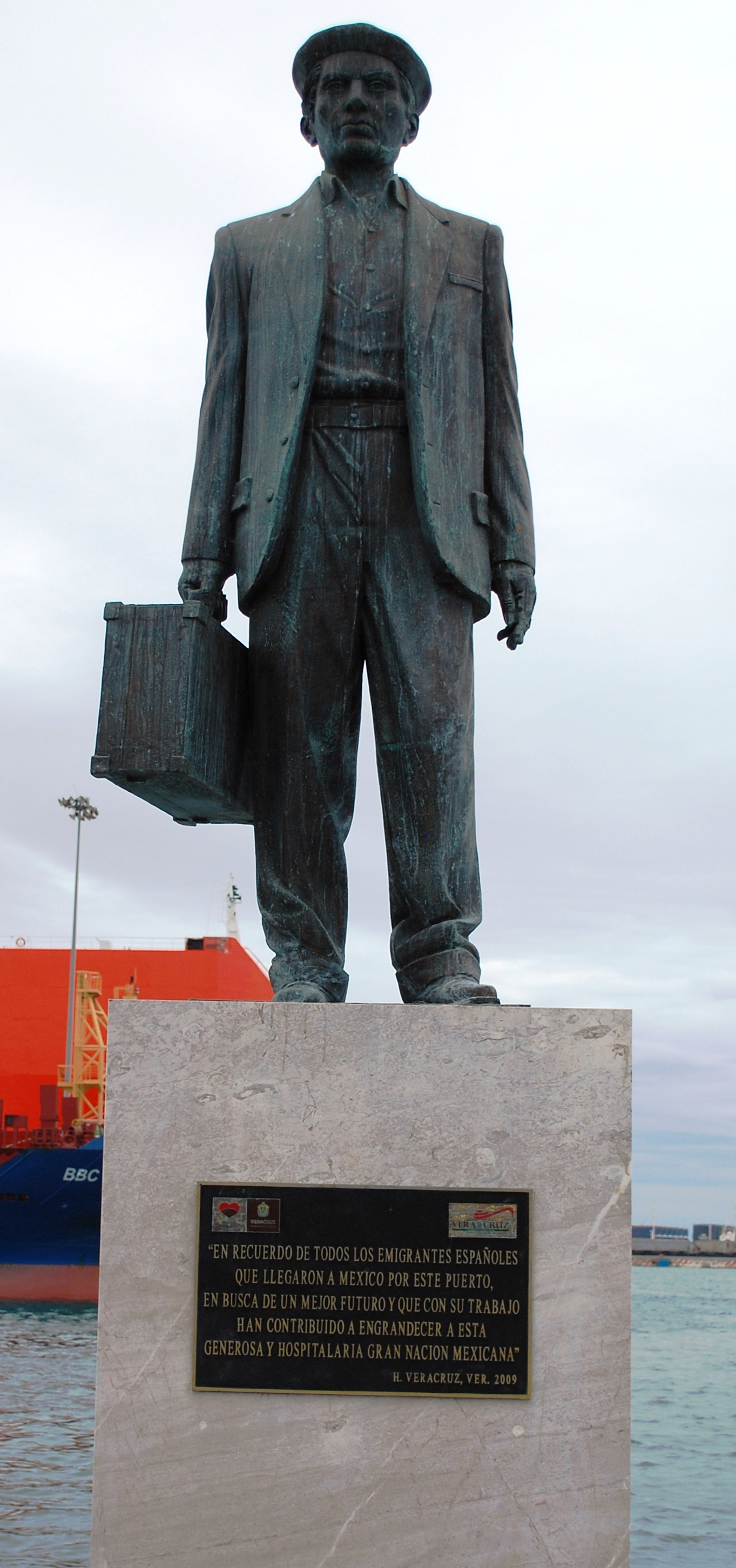
Estatua en el puerto de Veracruz, México dedicada a los miles de inmigrantes del exilio llegados a México entre 1936 a 1939.

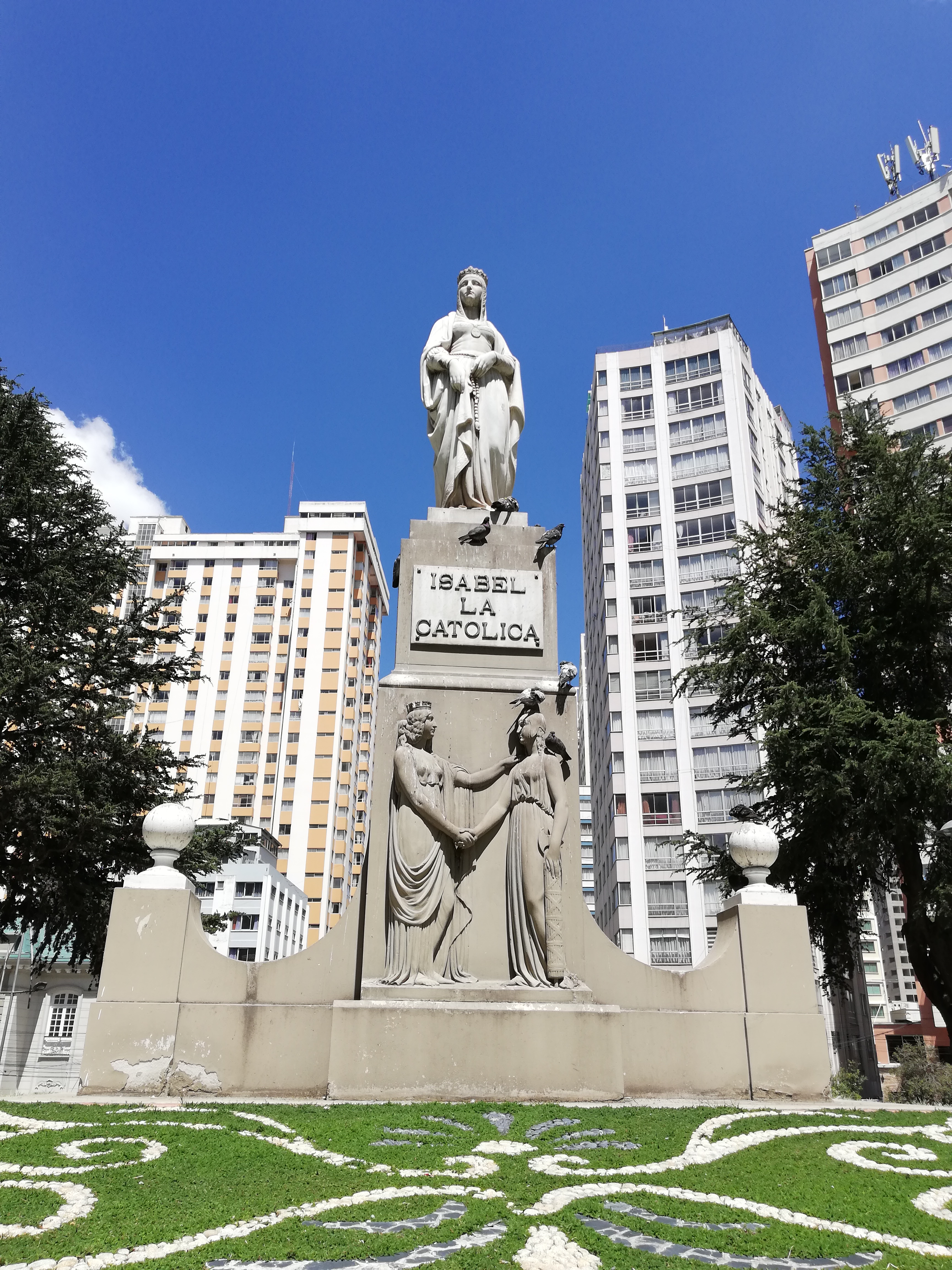
Plaza Isabel la Católica en La Paz, Bolivia construida en 1928 por la comunidad española de La Paz.

Entre 1900 y 1920 la emigración española inició un flujo continuo y creciente con destino a los Estados Unidos y Canadá. Destacó desde 1906 la emigración valenciana -aproximadamente 15.700 personas-, motivada por la crisis del sector agrario vinícola, por causa de la plaga de filoxera que dejó sin trabajo a miles de jornaleros. Tras una disminución durante los años de la Primera Guerra Mundial (1914-1918) provocada por el bloqueo submarino alemán. Tras el fin de la guerra, especialmente en 1919, hubo un repunte de la emigración. De hecho, en el año 1919 embarcarcó la mitad del total de emigrantes valencianos -8.006 personas-, a causa de que los salarios en los Estados Unidos se habían duplicado en el periodo 1914 a 1918. En 1920 se interrumpió temporalmente a causa de una crisis post-bélica corta pero intensa, que hizo perder a muchos de ellos su empleo, obligándolos a regresar. Asimismo, el 31 de diciembre de 1920, entraría en vigor la primera ley estadounidense sobre inmigración, prohibiendo la entrada a los ciudadanos de los países del sur de Europa para priorizar a los ciudadanos británicos o de religión protestante. 
La guerra civil de 1936-1939 dio origen al exilio republicano, incomparablemente más numeroso, que se repartió por Europa e Iberoamérica. Entre tanto, y tras la ralentización que había supuesto la crisis de 1929, los movimientos migratorios tradicionales no se habían detenido ni cambiado los destinos preferentes (Venezuela, y luego Uruguay, Cuba, Perú, México, Chile y Argentina) hasta la salida de la autarquía y el plan de estabilización de 1959 (a principios de los 50 se crea el Instituto Español de Emigración), que significó el comienzo de una emigración masiva en dirección a la Europa reconstruida tras la Segunda Guerra Mundial (más de un millón de personas, lo que representó el 70% de la emigración total en el periodo 1959-1973); simultáneamente al éxodo rural, del campo a la ciudad. Los destinos fueron sobre todo Francia, Alemania (Gastarbeiter), Suiza, Bélgica y el Reino Unido, entre otros. Con anterioridad sólo se había producido emigración a Europa con la llamada emigración golondrina (anual de ida y vuelta) cuyo destino era las explotaciones agrícolas de Francia (habitual entre 1830 y la Primera Guerra Mundial de 1914), y que vuelve a producirse en esos años, sobre todo para la vendimia. 
Ya en el siglo XX, varió sus destinos principales de América a Europa, deteniéndose como consecuencia de la crisis de 1973, sin volverse a dar posteriormente cifras semejantes, dado el auge económico que siguió a la entrada en la Comunidad Europea (1986).[cita requerida] El fenómeno de la emigración española a Europa duró hasta la crisis de 1973, en que se detiene y es superado por el movimiento de retorno, que continuó varias décadas. A partir de los años 1980, y de forma más evidente desde la entrada de España en la Unión Europea, el movimiento migratorio más importante es la inmigración.

### SigloXXI
La mayor población española fuera de España se concentra en Argentina, que ha sido históricamente el principal destino de las oleadas de emigrantes españoles y es nuevamente en la actualidad el principal receptor de emigrantes, junto con otros países hispanoamericanos como Perú y México, a causa de la crisis económica de 2008-2014.

## Leyes de emigración en España
En 1853 se suprime la prohibición de emigrar a América a canarios y peninsulares; la Constitución española de 1869 reconocía la libertad de emigrar aunque se establece una fianza para emigrar que no se suprime hasta 1873. En 1907 se regula por primera vez la emigración, que se permite a cualquiera excepto a los sujetos a servicio militar o condena, y algunos con matices (menores de edad, mujeres casadas); se exige permiso del Consejo de Ministros a la emigración de colectivos cuando estaba en peligro la posible despoblación de un territorio. Con la Ley de Emigración de 1907 se hizo la emigración ultramarina masiva de españoles a América. Una nueva ley de 1924 permite la creación de ayudas estatales y los convenios con los países receptores.
Las salidas se restringen tras la Guerra Civil, unido al hecho de que algunos países hispanoamericanos como Venezuela habían detenido la inmigración de españoles por motivos políticos lo que dio origen a una interesante emigración clandestina desde Canarias hacia Venezuela que alcanzó entre 1948 a 1951 la cifra de 1933 personas (1890 hombres, 44 mujeres y 11 niños), que viajaron en 62 embarcaciones de vela de pequeño tamaño. Lo ilegal de esta emigración se unió al cambio de gobierno en Venezuela, aunque a todos los llegados se les terminó aceptando, sobre todo porque ya existían en Venezuela muchas personas de origen canario, que sirvieron de enlace para su legalización en el país. En 1956 España se adhiere a la Comisión Intergubernamental para Migraciones Europeas  (C.I.M.E.), creándose el Instituto Español de Emigración, que dirige la política migratoria: en este año se alcanza el récord de emigrantes españoles a Venezuela y la percepción del español promedio en España hacia la emigración había cambiado bastante, como puede verse en la música y el cine edulcorado de la dictadura franquista. La Ley de Ordenación de la Emigración de 1960 asiste a la amplia emigración de los 60, dirigida sobre todo a la Europa occidental. Se protegía a los familiares mientras se reunían; la ley de 1971 amplió la acción protectora del Estado, garantizando derechos civiles y políticos. Se contribuía a la formación profesional del emigrante, a su educación y la de sus hijos.
La Constitución española de 1978 contempla la libertad de emigrar y exige la tutela del emigrante por el Estado.

## Consecuencias de la emigración
Suele considerarse que la emigración sirve de válvula de escape a las tensiones internas, y así debió suceder desde la Repoblación medieval. La oportunidad de enriquecimiento y ascenso social en América permitió el mantenimiento de un imaginario colectivo de aventura imperial, que se mezclaba con el orgullo cristiano viejo, funcionando como un eficaz apaciguador social, manteniendo intactas las disfunciones de la estructura económica y social. También se suele señalar que la emigración priva del mejor capital humano a los lugares de origen. El retorno de los indianos que se habían enriquecido llegó a ser una constante que se visualiza aún en las mansiones y mejoras públicas (escuelas, fuentes...) que pagaban en sus pueblos de origen. También la literatura y el arte hacen referencia a esta influencia del retorno de los indianos ricos a España.
La emigración a otros países europeos, a través del de remesas monetarias, fue fundamental para el aporte de divisas durante la década de los sesenta y setenta del siglo XX (hasta 2004 no fueron superadas por las salidas de remesas de inmigrantes extranjeros en España). Sumadas a la entrada de turistas, permitían equilibrar el déficit de la balanza comercial española y permitían una balanza de pagos saneada. Por otro lado, ambos fenómenos contribuyeron a la paulatina apertura del régimen franquista y, en definitiva, a la transición a la democracia.

## Emigración contemporánea
En la actualidad hay 1.816.835 españoles establecidos en el extranjero (de 1 de enero de 2012), distribuidos de forma casi equivalente por sexos (51,1% mujeres y 48,9% varones), pero muy desigualmente por continentes: el 63,4% en América, el 35,9% en Europa y el 5,1% en el resto del mundo ( 29 de abril de 2010)
También hay que destacar que esas cantidades se refieren a personas con nacionalidad española, no que hayan nacido en España. De las 1.816.835 personas que poseen nacionalidad española en el extranjero el 34,9% es nacida en España, el 59,1% en su actual país de residencia y el 5,4% en otros países.
En la tabla siguiente se refleja el número de personas con nacionalidad española en el extranjero por países de residencia, con más de 15.000 residentes, para los años 2010,[cita requerida] 2011,[cita requerida] 2012, 2014, 2017, 2018, 2019 y 2020.
| Puesto | País                 | 1/1/2020 | 1/1/2019 | 1/1/2018 | 1/1/2017 | 1/1/2014 | 1/1/2012 | 1/1/2011 | 1/1/2010 | Notas                                        |
| ------ | -------------------- | -------- | -------- | -------- | -------- | -------- | -------- | -------- | -------- | -------------------------------------------- |
| 1      | Argentina            | 473.519  | 465.666  | 457.204  | 448.050  | 254.111  | 247.939  | 225.866  | 212.002  | Inmigración española en Argentina            |
| 2      | Francia              | 273.290  | 262.448  | 253.036  | 243.582  | 215.183  | 178.182  | 159.909  | 143.277  | Inmigración española en Francia              |
| 4      | Alemania             | 177.755  | 176.020  | 178.010  | 163.560  | 122.218  | 111.731  | 93.262   | 90.142   | Inmigración española en Alemania             |
| 3      | Estados Unidos       | 167.426  | 157.158  | 147.817  | 136.805  | 103.474  | 86.626   | 79.495   | 72.730   | Inmigración española en Estados Unidos       |
| 5      | Reino Unido          | 152.291  | 139.236  | 127.920  | 115.779  | 81.519   | 69.097   | 68.317   | 60.368   | Inmigración española en el Reino Unido       |
| 6      | Cuba                 | 147.617  | 145.167  | 139.851  | 134.677  | 108.858  | 89.323   | 40.492   | 33.725   | Inmigración española en Cuba                 |
| 7      | México               | 144.553  | 140.199  | 135.955  | 130.832  | 107.382  | 100.782  | 94.617   | 92.518   | Inmigración española en México               |
| 8      | Venezuela            | 142.302  | 151.915  | 167.255  | 180.497  | 115.314  | 94.617   | 75.433   | 52.638   | Inmigración española en Venezuela            |
| 9      | Brasil               | 133.188  | 130.994  | 130.635  | 129.083  | 117.523  | 100.622  | 92.260   | 82.189   | Inmigración española en Brasil               |
| 10     | Suiza                | 124.414  | 121.515  | 119.117  | 116.182  | 103.247  | 96.403   | 86.658   | 77.069   |                                              |
| 11     | Bélgica              | 67.960   | 65.587   | 63.571   | 61.338   | 53.212   | 47.618   | 45.485   | 43.397   | Inmigración española en Bélgica              |
| 12     | Uruguay              | 67.414   | 67.575   | 66.892   | 66.850   | 63.827   | 60.046   | 58.623   | 54.544   | Inmigración española en Uruguay              |
| 13     | Chile                | 66.399   | 65.489   | 64.362   | 63.162   | 56.104   | 44.468   | N/A      | N/A      | Inmigración española en Chile                |
| 14     | Ecuador              | 58.646   | 57.960   | 56.726   | 53.399   | 31.867   | 13.855   | N/A      | N/A      |                                              |
| 15     | Colombia             | 37.086   | 36.281   | 35.174   | 33.518   | 26.749   | 16.253   | N/A      | N/A      | Inmigración española en Colombia             |
| 16     | Países Bajos         | 29.984   | 28.250   | 26.879   | 25.586   | 21.974   | 20.128   | N/A      | N/A      |                                              |
| 17     | Perú                 | 28.425   | 28.116   | 27.595   | 27.015   | 22.566   | 19.721   | 17.174   | 15.958   | Inmigración española en Perú                 |
| 18     | República Dominicana | 27.310   | 26.880   | 26.097   | 24.519   | 18.928   | 15.902   | N/A      | N/A      | Inmigración española en República Dominicana |
| 19     | Andorra              | 26.558   | 26.030   | 25.675   | 25.304   | 24.318   | 23.995   | 23.605   | 23.296   |                                              |
| 20     | Italia               | 25.446   | 24.540   | 23.815   | 23.143   | 20.898   | 18.945   | N/A      | N/A      |                                              |
| 21     | Australia            | 22.785   | 22.010   | 21.297   | 20.682   | 18.353   | 16.977   | N/A      | N/A      | Inmigración española en Australia            |
| 22     | Canadá               | 18.118   | 17.396   | 16.787   | N/A      | N/A      | N/A      | N/A      | N/A      | Inmigración española en Canadá               |
| 23     | Bolivia              | 16.676   | 16.069   | 15.755   | N/A      | N/A      | N/A      | N/A      | N/A      | Inmigración española en Bolivia              |
| 24     | Panamá               | 14.503   | 13.880   | 13.308   | N/A      | N/A      | N/A      | N/A      | N/A      | Inmigración española en Panamá               |
| 25     | Portugal             | 14.274   | 13.375   | 12.639   | N/A      | N/A      | N/A      | N/A      | N/A      |                                              |
| 26     | Marruecos            | 11.342   | 10.848   | 10.116   | N/A      | N/A      | N/A      | N/A      | N/A      |                                              |
| 27     | Suecia               | 11.235   | 12.268   | 9.683    | N/A      | N/A      | N/A      | N/A      | N/A      | Inmigración española en Suecia               |
| 28     | Irlanda              | 10.681   | N/A      | N/A      | N/A      | N/A      | N/A      | N/A      | N/A      |                                              |

En la tabla siguiente se refleja el número de personas nacidas en España residiendo en el extranjero por países de residencia.
| Puesto | País           | 1/1/2013 |
| ------ | -------------- | -------- |
| 1      | Francia        | 118.072  |
| 2      | Argentina      | 55.850   |
| 3      | Alemania       | 54.358   |
| 4      | Cuba           | 45.089   |
| 5      | Reino Unido    | 44.280   |
| 6      | Suiza          | 42.938   |
| 7      | Venezuela      | 33.150   |
| 8      | Estados Unidos | 28.625   |
| 9      | Brasil         | 24.410   |
| 10     | Bélgica        | 17.692   |
| 11     | México         | 17.387   |
|        | Mundial        | 673.662  |

## Monumentos
Existen varios monumentos y estatuas relacionados con la diáspora española tanto en España como en su país de asentamiento. Algunos son estatuas dedicadas al emigrante español, otros son plazas públicas o monumentos en homenaje a la comunidad española en el país o donados por la comunidad española a la ciudad donde residen.

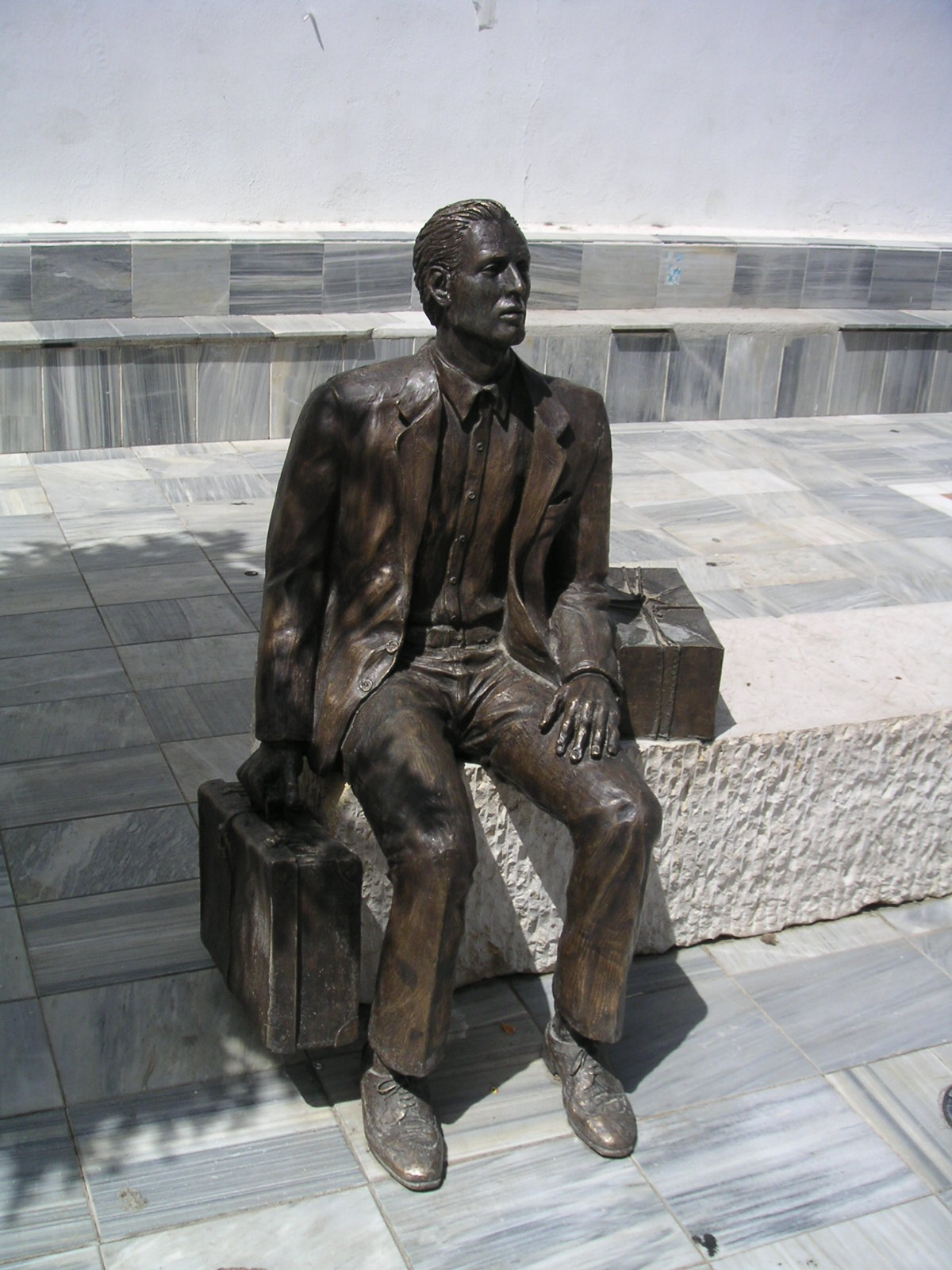
Estatua dedicada al emigrante (Tocón, Íllora, provincia de Granada).
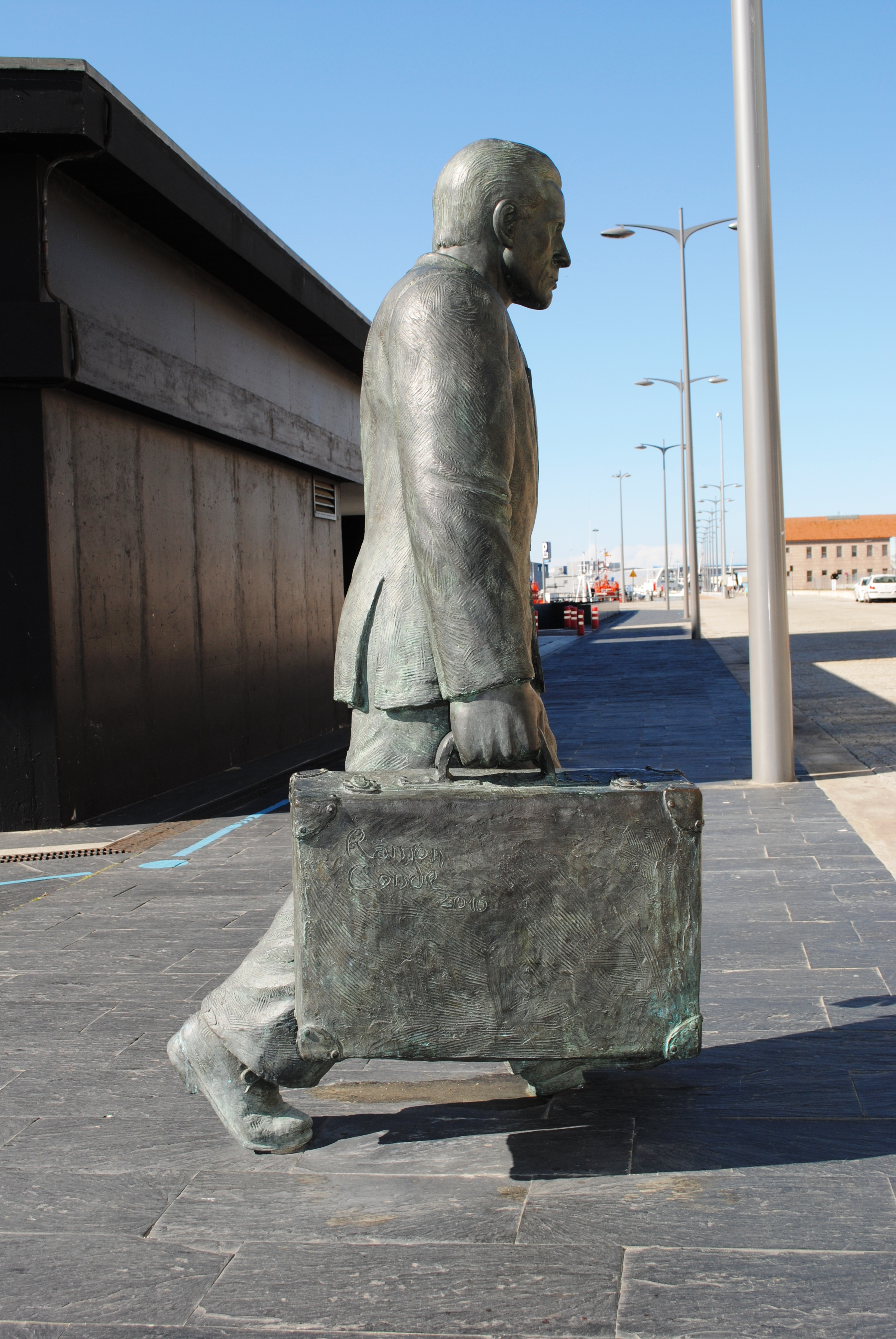
Estatua dedicada a la emigración en Vigo.
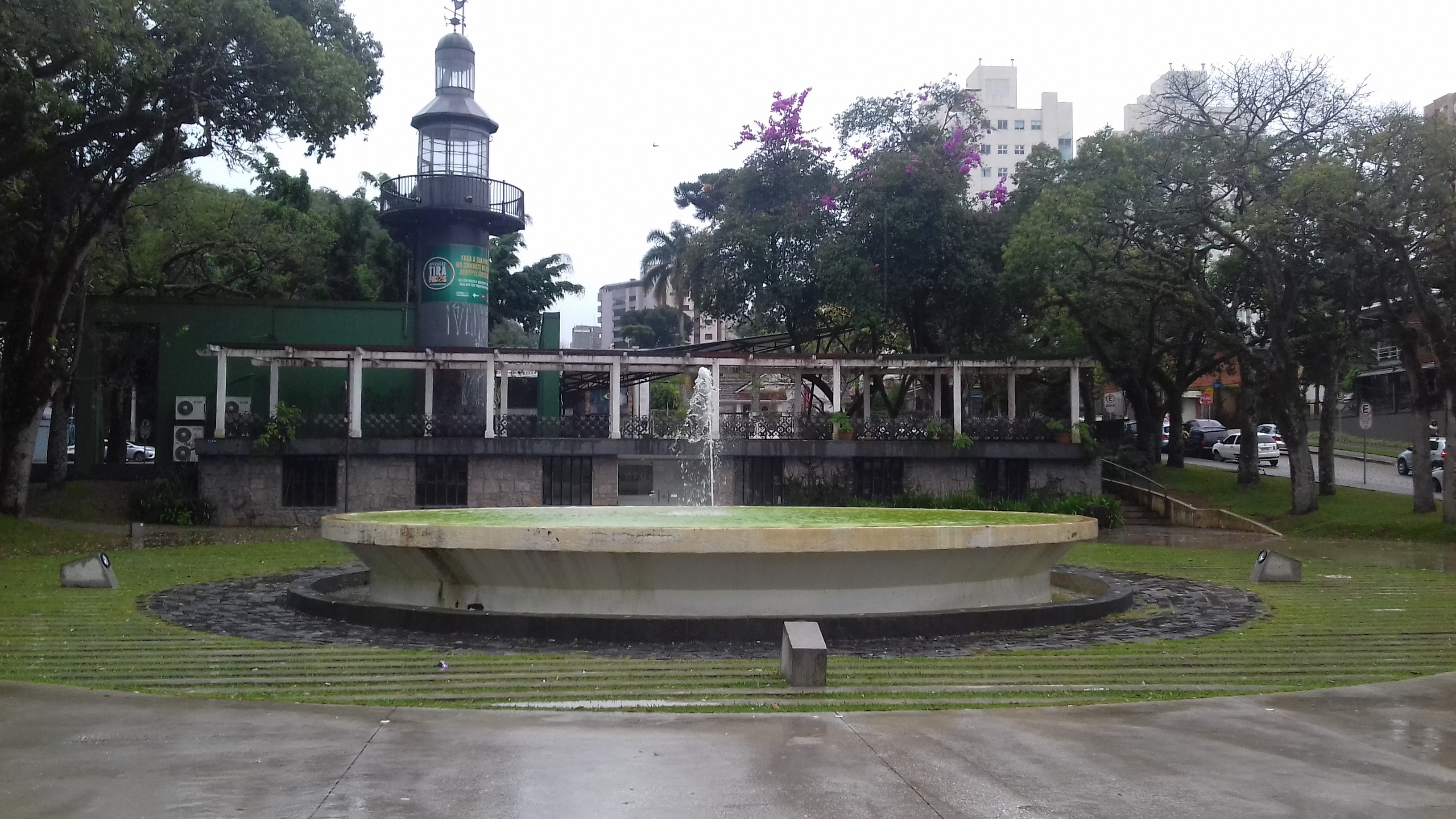
La plaza de España en Curitiba, Brasil construida en honor a la comunidad española en Curitiba.
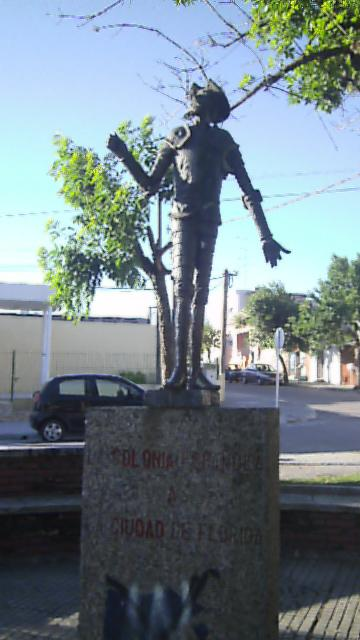
Estatua de Don Quijote de la Mancha en la Plazoleta España de Florida, Uruguay en honor a la comunidad española de Florida.
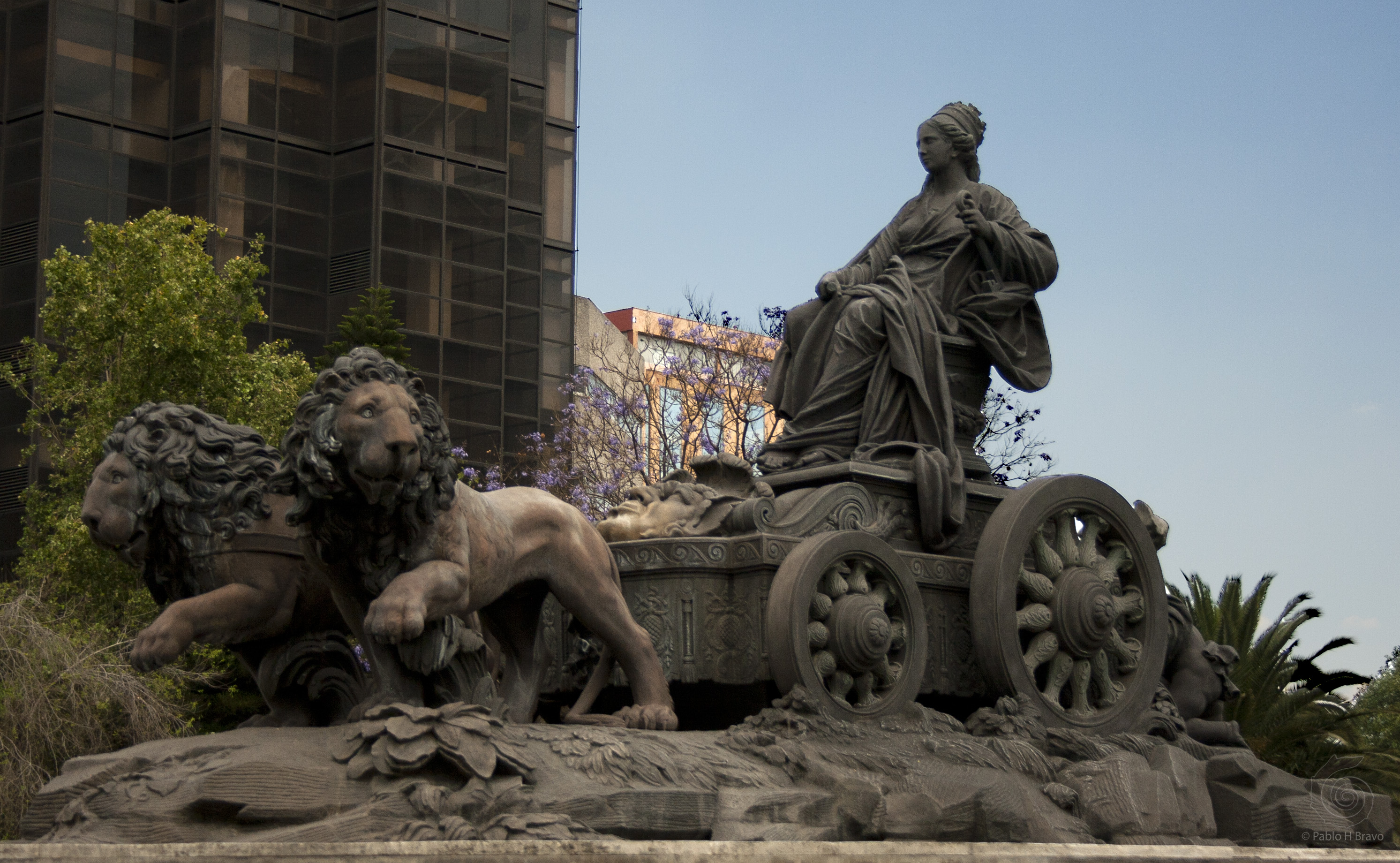
La Fuente de Cibeles en la Ciudad de México donada en 1980 por la comunidad española de México como símbolo de hermandad entre España y México.
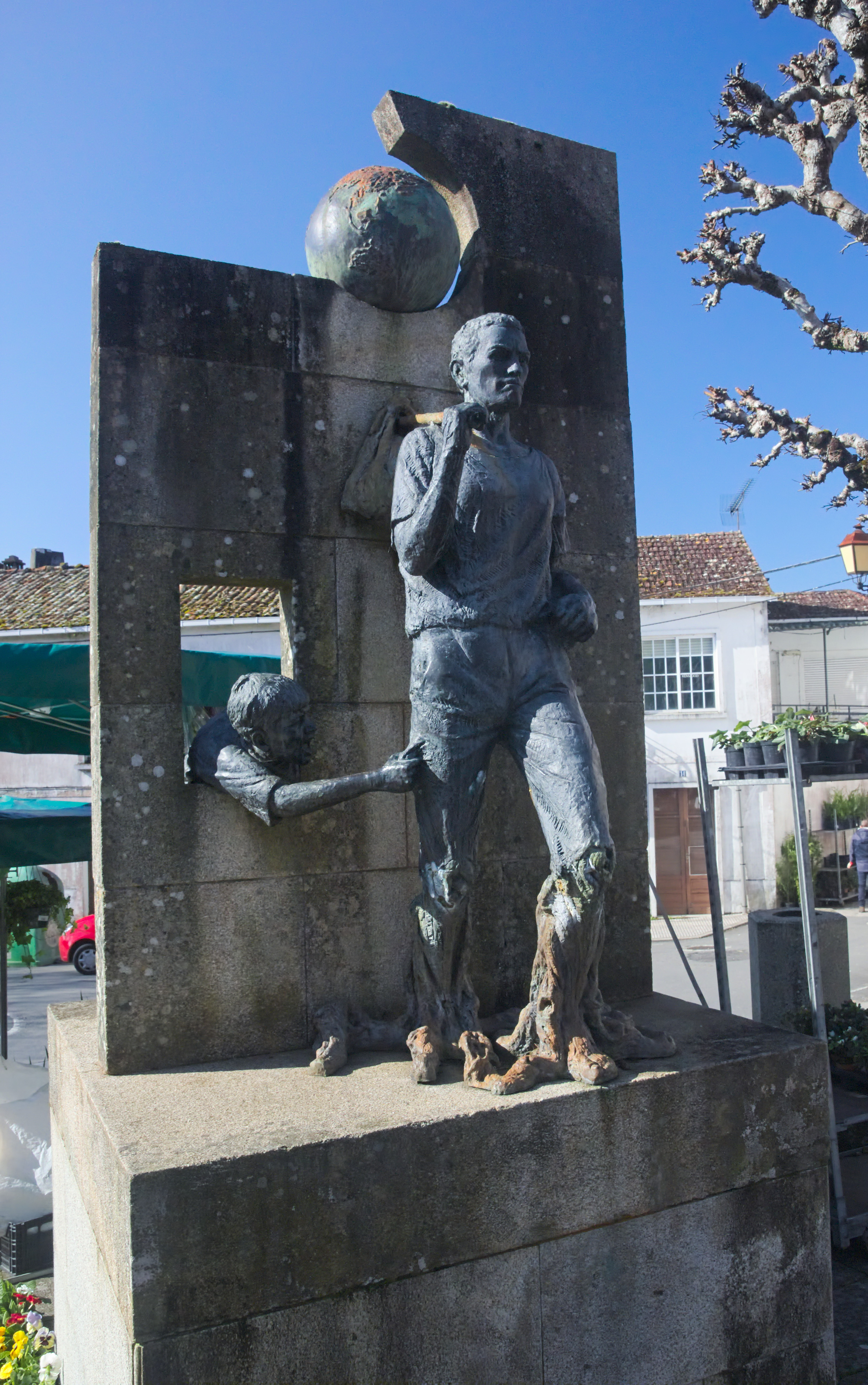
Monumento al emigrante en Negreira, España.
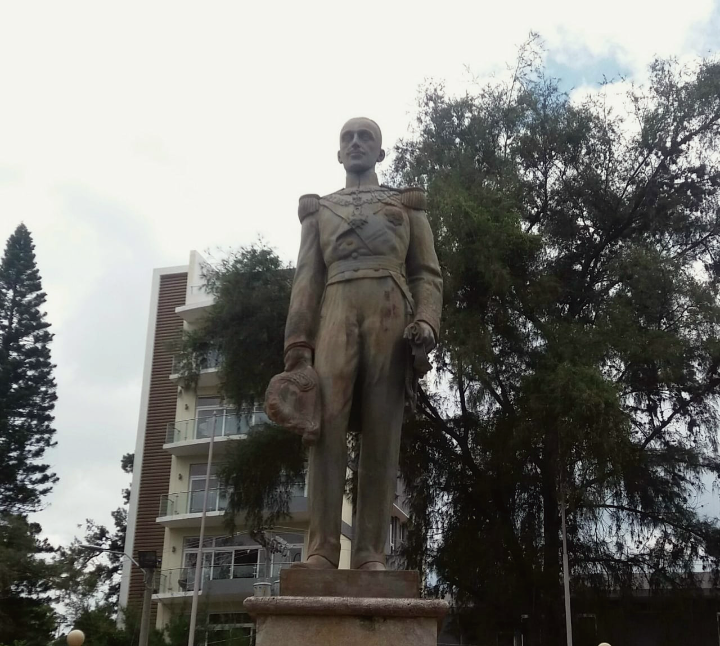
Estatua de Alfonso XIII en el parque España, Honduras.
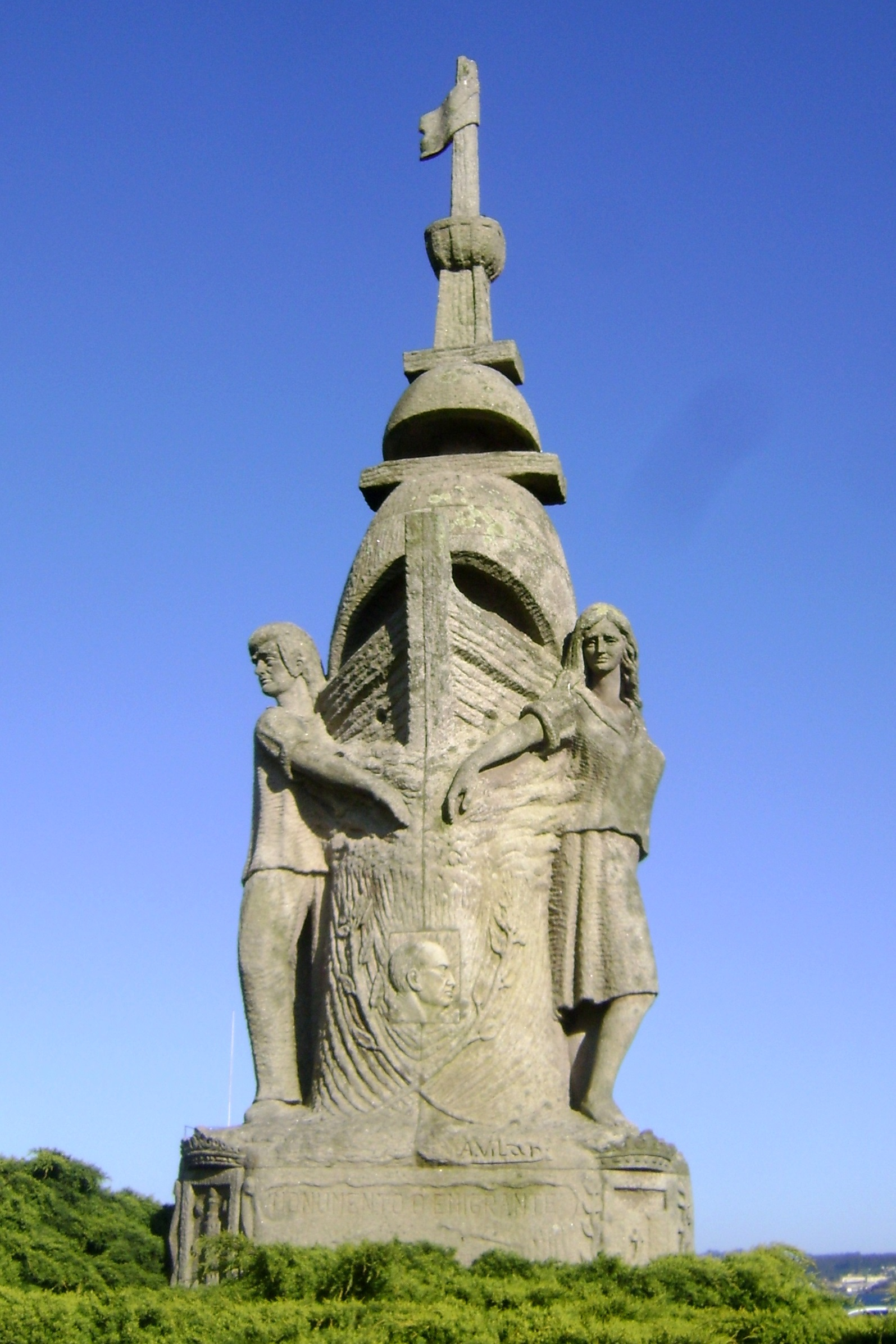
Monumento a la emigración gallega en La Coruña.